# Stigmatophora disticha
Stigmatophora disticha är en fjärilsart som beskrevs av Edward Meyrick 1894. Stigmatophora disticha ingår i släktet Stigmatophora och familjen björnspinnare. Inga underarter finns listade i Catalogue of Life.